# Ивановска, Катарина
Екатерина Ивановская (макед. Катарина Ивановска; род. 18 августа 1988, Скопье, СР Македония, СФРЮ) — северомакедонская модель и актриса.
Начала карьеру модели в 2004 году, появившись на Неделе моды в Милане. До этого Катарина победила в конкурсе моделей Look Models International, который проходил в Македонии В декабре 2004 года она появилась в журнале Elle, а также в Citizen K, Stiletto в Италии, Vogue в России. В 2006 году появилась на обложке журналов Diva и Maxima, рекламе D&G. Является самой успешной македонской моделью.. В 2010 году Ивановска появилась в сербском издании Elle. В 2011 году подписала контракт на рекламу продукции Victoria's Secret. В 2011 году получила первую роль в македонском фильме о событиях Второй Мировой войны «Третий тайм», где сыграла роль молодой еврейской девушки Ребекки.